# 查理·戴維斯 (籃球員)
查尔斯·劳伦斯·戴维斯（英語：Charles Lawrence Davis，1949年9月7日—），美国NBA联盟前职业篮球运动员。他在1971年的NBA选秀中第8轮第1顺位被克里夫兰骑士选中。